# Vorzeitige Wartezeiterfüllung
Die vorzeitige Wartezeiterfüllung ist eine zusätzliche gesetzliche Vorschrift in Ergänzung der Vorschriften über die Wartezeit aus dem deutschen Sozialversicherungsrecht (hier: gesetzliche Rentenversicherung in Deutschland). Die einschlägige Vorschrift ist der § 53 Sechstes Buch Sozialgesetzbuch (SGB VI).
Durch diese gesetzliche Grundlage kann ein Versicherter Leistungen bereits vor Erfüllung der rentenrechtlichen Wartezeit erhalten. Damit besteht eine bessere soziale Absicherung für alle Versicherten und deren Hinterbliebenen in der Deutschen Rentenversicherung. 

## Definition
Um die Leistungen der Rentenversicherung in Anspruch nehmen zu können, muss man ihr vorher eine gewisse Zeit angehört haben (s. a. Wartezeit). Diese Wartezeiterfüllungspflicht wird durch die vorzeitige Wartezeiterfüllung teilweise ausgehebelt.

## Voraussetzungen
Grundlegende Voraussetzung für eine vorzeitige Wartezeiterfüllung ist der Eintritt einer verminderten Erwerbsfähigkeit oder der Tod des Versicherten. (Auch vor Erfüllung der „allgemeinen Wartezeit“, also von mindestens 5 Jahren (60 Monaten) mit Beitragszeiten.)
Weitere Voraussetzungen sind:
Die Erwerbsminderung oder der Tod des Versicherten (Versicherungsfall) muss aufgrund
- eines Arbeitsunfalls oder einer Berufskrankheit oder
- wegen einer Wehrdienstbeschädigung nach dem Soldatenversorgungsgesetz als Wehrdienstleistender oder Soldat auf Zeit oder
- wegen einer Zivildienstbeschädigung nach dem Zivildienstgesetz als Zivildienstleistender oder
- wegen eines Gewahrsams (§ 1 Häftlingshilfegesetz)

eingetreten sein (§ 53 Absatz 1 SGB VI). 
Hinzu kommt, dass der Versicherte bei Eintritt des Arbeitsunfalls oder der Berufskrankheit in der gesetzlichen Rentenversicherung versicherungspflichtig gewesen sein muss oder in den letzten zwei Jahren davor mindestens ein Jahr Pflichtbeiträge für eine versicherte Beschäftigung oder Tätigkeit gezahlt haben muss. Für Wehr- oder Zivildienstleistende oder in Fällen des Gewahrsams reicht es sogar aus, wenn der Versicherte vor Eintritt des Versicherungsfalls mindestens einen rechtswirksamen Beitrag auf die eigentlich erforderliche Wartezeit anrechenbaren Beitrag gezahlt hat.
Die Wartezeit ist auch dann vorzeitig erfüllt, wenn Versicherte vor Ablauf von sechs Jahren nach Beendigung einer Ausbildung voll erwerbsgemindert geworden oder gestorben ist. Außerdem muss wie beim Arbeitsunfall oder der Berufskrankheit in den letzten zwei Jahren vor Eintritt des Versicherungsfalles mindestens ein Jahr mit Pflichtbeiträgen für eine versicherungspflichtige Beschäftigung oder Tätigkeit belegt sein (§ 53 Absatz 2 SGB VI).

## Besonderheiten
Als Besonderheit gilt das in § 53 Absatz 2 SGB VI aufgrund einer rückwirkenden Ergänzung durch das Rentenreformgesetz (RRG) 1999 zum 1. Januar 1992 um Satz 2, dass der Zweijahreszeitraum um Zeiten einer schulischen Ausbildung nach vollendetem 17. Lebensjahr bis zu sieben Jahre verlängert.